# Parlamentswahl in Basutoland 1965
Die Parlamentswahl in Basutoland 1965 fand am 29. April in der britischen Kronkolonie Basutoland statt. Gewählt werden sollten erstmals die Abgeordneten der Nationalversammlung. Es war die letzte Wahl vor der Unabhängigkeit des Landes als Lesotho im Jahr 1966.

## Ausgangslage
1960 hatte die erste demokratische Wahl in Basutoland stattgefunden. Damals wurde das Basutoland National Council (BNC) gewählt. Die Basutoland Congress Party (BCP) unter Ntsu Mokhehle hatte mit großem Vorsprung die meisten Stimmen und Sitze gewonnen. Da aber die Vertretung zur Hälfte aus ernannten barena bestand, hatte die BCP dort keine Mehrheit. Gemäß der vor der Wahl verabschiedeten Verfassung sollten die Nationalversammlung sowie der Senat als Zweikammerparlament das BNC ablösen. Neben der BCP traten die Basutoland National Party (BNP) unter Leabua Jonathan, die monarchistische Marematlou Freedom Party (MFP), die Marema Tlou Party sowie einige Unabhängige zur Wahl an.

## Ablauf
Die 60 Abgeordneten wurden nach dem Mehrheitswahlrecht bestimmt.

## Ergebnis
259.825 Stimmen wurden abgegeben. Die Wahlbeteiligung betrug damit 62,8 %. Die BNP gewann mit 41,6 % der Stimmen und 31 Sitzen die absolute Mehrheit der Sitze. Vor allem in ländlichen Gebieten wurde sie gewählt. Die BCP erhielt 39,7 % der Stimmen und 25 Sitze, während die MFP 16,5 % und vier Sitze erhielt. 2,2 % gingen an die Marema Tlou Party (kein Sitz), 0,0 % an Unabhängige.
Leabua Jonathan konnte seinen Wahlkreis nicht gewinnen.

## Folgen
Die BCP klagte in mehreren Fällen wegen Unregelmäßigkeiten und bekam in zwei Fällen Recht, so dass Nachwahlen angesetzt wurden, die aber nicht zu einer Mandatsveränderung führten. Die BCP verhielt sich daraufhin als Opposition unkooperativ und arbeitete auf einen Sieg bei der folgenden Wahl hin.
Da Parteichef Jonathan keinen Sitz in der Nationalversammlung erhalten hatte, wurde sein Parteikollege Sekhonyana ’Maseribane erster Premierminister des Landes. Jonathan überredete einen Parteifreund, zurückzutreten, um eine Nachwahl zu erzwingen. Bei den drei fälligen Nachwahlen am 7. Juli 1965 gewann Jonathan seinen Wahlkreis und löste ’Maseribane ab. Die Kandidatur Jonathans bei der Nachwahl wurde von dem Apartheidsregime in Südafrika mit einer Spende von 100.000 Sack Getreide unterstützt. Jonathan konnte dank des Übertritts eines MFP-Abgeordneten zur BNP seine knappe Mehrheit halten. Damit konnte er allein die Bedingungen für die Unabhängigkeit mit dem Vereinigten Königreich aushandeln und so unter anderem die Rolle des Königs Moshoeshoe II. schwächen.